# Samorząd województwa
Samorząd województwa – wyodrębniony (zasiedlający określone terytorium) w strukturze państwa związek społeczności regionalnej funkcjonujący w randze województwa, który z mocy prawa powołany jest do samodzielnego wykonywania zadań administracji publicznej, a także wyposażony w materialne środki umożliwiające realizację nałożonych na niego zadań. Samorząd województwa posiada możliwość kształtowania własnej wewnętrznej organizacji, m.in. wyboru organów samorządu wojewódzkiego (sejmik województwa, zarząd województwa), a także stanowienia poprzez te organy prawa miejscowego.
Przez termin województwo i samorząd województwa rozumie się regionalną wspólnotę samorządową oraz odpowiednie terytorium.

## Kompetencje
Organy samorządu województwa działają na podstawie i w granicach określonych prawem. Do zakresu działania samorządu województwa należy wykonywanie zadań publicznych o charakterze wojewódzkim, niezastrzeżonych ustawami na rzecz organów administracji rządowej. Zakres działania samorządu województwa nie narusza samodzielności powiatu i gminy, a organy samorządu województwa nie stanowią wobec powiatu i gminy organów nadzoru lub kontroli oraz nie są organami wyższego stopnia w postępowaniu administracyjnym.
Samorząd województwa wykonuje określone ustawami zadania publiczne w imieniu własnym i na własną odpowiedzialność, dysponuje mieniem wojewódzkim oraz prowadzi samodzielnie gospodarkę finansową na podstawie budżetu.
Województwo ma osobowość prawną.
Samorząd województwa, na podstawie upoważnień ustawowych, stanowi akty prawa miejscowego obowiązujące na obszarze województwa.